# Graue Zwergbeutelratten

Das Verbreitungsgebiet der Grauen Zwergbeutelratten

Die Grauen Zwergbeutelratten (Tlacuatzin) sind eine in Mexiko vorkommende Säugetiergattung aus der Familie der Beutelratten (Didelphidae).

## Beschreibung
Graue Zwergbeutelratten erreichen eine Kopfrumpflänge von 11 bis 16 Zentimetern und eine Schwanzlänge von 10,5 bis 17 Zentimetern. Ihr Gewicht beträgt 30 bis 70 Gramm. Wie der Name schon andeutet, sind sie durch ihr graues oder graubraunes Fell gekennzeichnet, wobei die Unterseite und die Innenseiten der Gliedmaßen heller, weißlich, cremefarben oder gelblich sind. Auffällig sind die großen, schwarzen und unbehaarten Ohren. Der Schwanz, der ebenso lang wie der Körper wird, kann als Greifschwanz verwendet werden. Die Weibchen haben keinen Beutel und 9 oder 11 Zitzen, 4 oder 5 an jeder Seite und eine mittige. Die Grauen Zwergbeutelratten sind die einzigen kleinen Beutelratten mit einem Karyotyp von 2n=22.

## Verbreitung & Lebensraum
Die Grauen Zwergbeutelratten sind in Mexiko endemisch, wo sie an der Pazifikküste und auf der Halbinsel Yucatán vorkommen. Ihr Lebensraum sind vorwiegend tropische immergrüne Trockenwälder, Buschland, Savannen und Sekundärwälder von der Küste bis in Höhen von 2100 Metern. Sie kommen aber auch in Plantagen, in Gärten und auf Feldern vor. Ihr Lebensraum ist durch eine lange Trockenzeit und eine von Juli bis Oktober andauernde Regenzeit gekennzeichnet.

## Lebensweise
Grauen Zwergbeutelratten sind wahrscheinlich nachtaktive Einzelgänger, die mehr am Boden leben als andere kleine Beutelrattenarten. Genauere Informationen liegen aber nicht vor. Als Allesfresser ernähren sie sich von Insekten, kleinen Wirbeltieren, z. B. Geckos, Vogeleiern und den Früchten von Kakteen und Bäumen. Ihre Nester bauen sie in Baumhöhlen, unter Felsen oder zwischen den Wurzeln von Bäumen oder Kakteen. Teilweise benutzen sich auch alte, hängende Vogelnester, z. B. die der Trupiale, Weißbauch-Zaunkönige oder Akazienzaunkönige. Die Nester sind kugelförmig und werden aus Zeigen, Stängeln, Gräser und den Fasern des Kapokbaums oder ähnlicher Pflanzen gebaut. Graue Zwergbeutelratten vermehren sich das ganze Jahr über. Ein Wurf besteht aus 8 bis 14 Jungtieren, im Schnitt sind es 11.

## Systematik
Die erste Graue Zwergbeutelratte wurde 1893 durch den US-amerikanischen Zoologen Joel Asaph Allen unter der Bezeichnung Didelphis canescens beschrieben. Terra typica ist der Isthmus von Tehuantepec. 1897 und 1898 folgten die Beschreibungen dreier weiterer Arten bzw. Unterarten. Nach Didelphis (Opossums) wurden die Taxa in der Gattung der Zwergbeutelratten (Marmosa) eingeordnet. Deutliche Unterschiede im Bau des Schädels und der Zähne sowie in der Chromosomenzahl haben dazu geführt, dass der amerikanische Mammaloge Robert S. Voss und seine Kollegin Sharon A. Jansa 2003 die neue Gattung Tlacuatzin einführten. Der Gattungsname kommt aus der Nahuatl-Sprache und bedeutet Beutelratte. Im Beuteltierband des Handbook of the Mammals of the World (2015), einem Standardwerk zur Säugetierkunde, wird eine Art (Tlacuatzin canescens) mit vier Unterarten anerkannt. Im Februar 2018 erhoben drei Zoologen die Unterarten von Tlacuatzin canescens zu selbständigen Arten und beschrieben eine weitere, so dass die Gattung Tlacuatzin seitdem aus fünf Arten besteht.

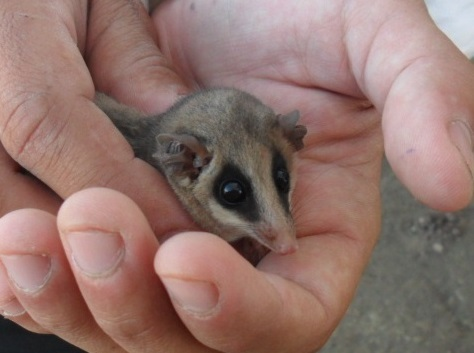
Tlacuatzin insularis

- Balsas-Zwergbeutelratte (Tlacuatzin balsasensis Arcangeli, Light, Cervantes, 2018) – lebt im Einzugsbereich des Río Balsas.
- Graue Zwergbeutelratte (Tlacuatzin canescens (Allen, 1893)) – kommt am Isthmus von Tehuantepec in Oaxaca und im westlichen Chiapas vor.
- Yucatán-Zwergbeutelratte (Tlacuatzin gaumeri (Osgood, 1913)) – kommt nur auf der Halbinsel Yucatán vor.
- Tres-Marias-Zwergbeutelratte (Tlacuatzin insularis (Merriam, 1898)) – ist auf den Tres-Marias-Inseln endemisch.
- Sinaloa-Zwergbeutelratte (Tlacuatzin sinaloae (Allen, 1898)) – lebt entlang der mexikanischen Pazifikküste von Sonora im Norden bis Colima im Süden.

## Belege
1. 1 2 3 4  Diego Astúa: Family Didelphidae (Opossums). In: Don E. Wilson, Russell A. Mittermeier: Handbook of the Mammals of the World. Band 5: Monotremes and Marsupials. Lynx Editions, 2015, ISBN 978-84-96553-99-6, S. 147.
2. ↑  Joel Asaph Allen (1893): Description of a new species of opossum from the Isthmus of Tehuantepec, Mexico. Bulletin of the American Museum of Natural History 5:235–236.
3. 1 2  Clinton Hart Merriam (1897): Description of two new murine opossums from Mexico. Proceedings of the Biological Society of Washington 11:43–44.
4. ↑  Joel Asaph Allen (1898): Description of new mammals from Western Mexico and Lower California. Bulletin of the American Museum of Natural History 10:143–158.
5. ↑  Clinton Hart Merriam (1898): Mammals of Tres Marias Islands, off western Mexico. Proceedings of the Biological Society of Washington 12:13–19.
6. ↑  Robert S. Voss & Sharon A. Jansa (2003): Phylogenetic studies on didelphid marsupials II. Nonmolecular data and new IRBP sequences: Separate and combined analyses of didelphine relationships with denser taxon sampling. In: Bulletin of the American Museum of Natural History. Vol. #276, S. 1–82
7. ↑  Jésica Arcangeli, Jessica E. Light, Fernando A. Cervantes: Molecular and morphological evidence of the diversification in the gray mouse opossum, Tlacuatzin canescens (Didelphimorphia), with description of a new species. Journal of Mammalogy, Volume 99, Issue 1, Februar 2018, S. 138–158, doi: 10.1093/jmammal/gyx173